# Gustav Hartmann
Gustav Andreas Theodor Hartmann (ur. 4 czerwca 1859 w Magdeburgu, zm. 23 grudnia 1938) – niemiecki woźnica i właściciel przedsiębiorstwa przewozowego, który w 1928 r. odbył podróż dorożką z Berlina do Paryża.

## Życiorys

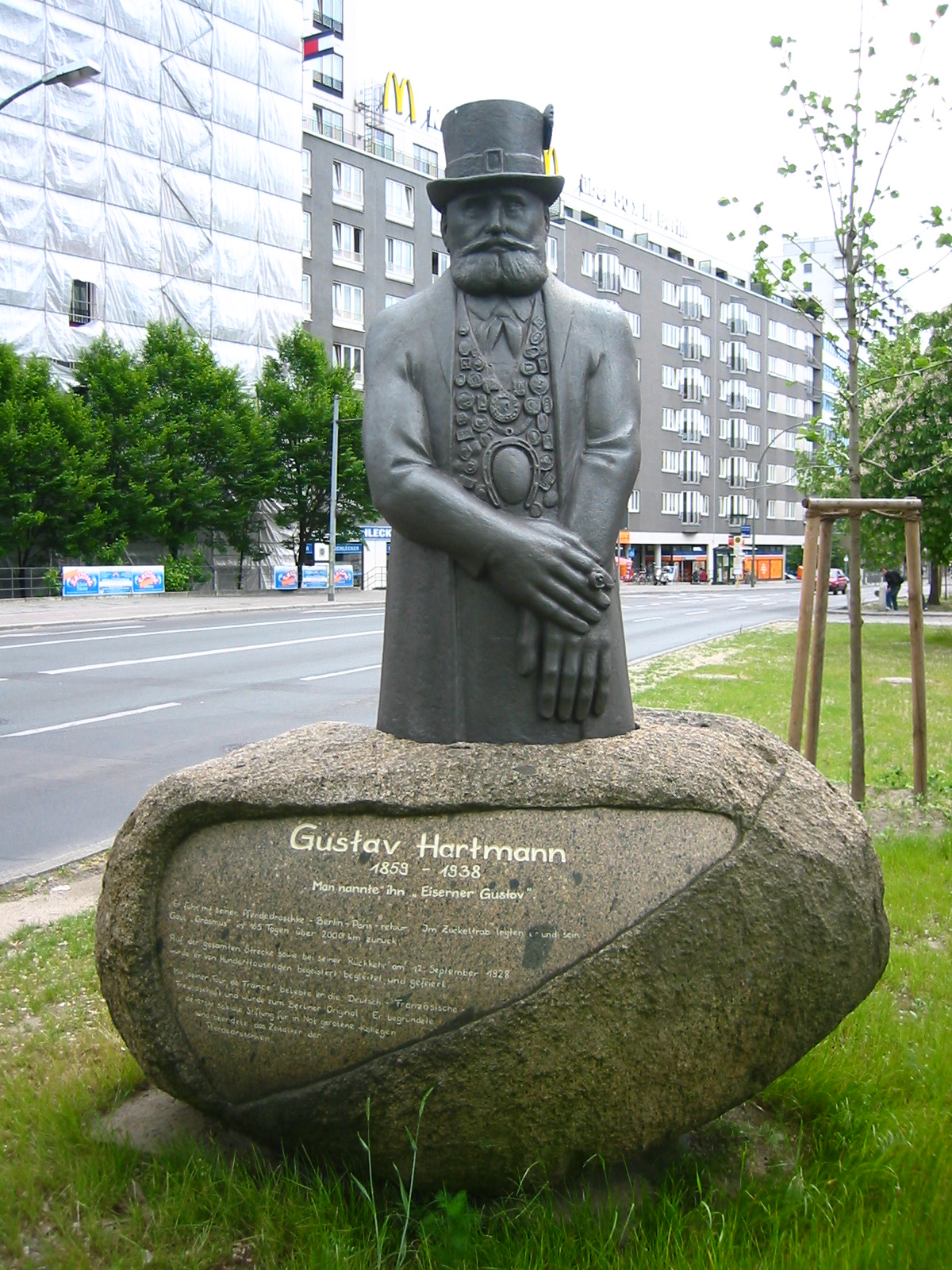
Pomnik Gustava Hartmanna, Berlin

Urodził się 4 czerwca 1859 r. w Magdeburgu, jako syn woźnicy. Początkowo uczył się zawodu piekarza, a następnie przeniósł się do Berlina, gdzie prowadził sklep spożywczy. Woźnicą został za sprawą spadku po teściu. 1 kwietnia 1885 r. założył przedsiębiorstwo przewozowe w Wannsee, w którym sam  również powoził. Dzięki swoim staraniom powiększył firmę, która dysponowała kilkoma dorożkami. W 1900 r. zbudował dom ze stajnią i wozownią. Dla wielu był wzorem do naśladowania pod względem punktualności, niezawodności i wytrzymałości, dlatego zyskał pseudonim Żelazny Gustaw. 
2 kwietnia 1928 r. wyjechał dorożką z Berlina w trasę do Paryża i z powrotem, pokonując ponad 2000 km. Po dwóch miesiącach, 4 czerwca, wjechał triumfalnie do Paryża, gdzie przy stacji metra Porte de Pantin powitała go brama udekorowana kwiatami oraz paryscy dorożkarze. Fotografie z tego wydarzenia publikowane były w wielu krajach. Witający Hartmanna tłum wniósł go do hotelu na rękach. Sam Hartmann porównał swoją wyprawę do samotnego lotu Charlesa Lindbergha przez Ocean Atlantycki. Wkrótce potem ruszył w podróż powrotną i 12 września 1928 r. wrócił do Berlina witany przez tłum zgromadzony przy Bramie Brandenburskiej. 
Hartmann stronił od polityki, angażował się natomiast w ruch przyjaźni niemiecko-francuskiej, dlatego swój rajd zorganizował jako upamiętnienie porozumienia między Niemcami i Francją dziesięć lat od zakończenia I wojny światowej a także jako kampanię przeciwko upadkowi transportu konnego w obliczu dynamicznie rozwijającej się motoryzacji. Wyprawę zaczął planować rok wcześniej zainspirowany spotkaniem Rachel Dorange, która przyjechała z Paryża do Berlina wierzchem.  
Zmarł 23 grudnia 1938 r. i został pochowany na Friedhof Wannsee I.

## Upamiętnienie
W 1938 r. postać Gustava Hartmanna upamiętnił Hans Fallada w książce Żelazny Gustaw: Kronika berlińskiej rodziny, tworząc postać Gustava Hackendahla. 
W 1958 r. George Hurdalek zekranizował książkę, a w 1979 r. Gustav Knuth nakręcił na jej podstawie serial telewizyjny Der eiserne Gustav.  
20 czerwca 2000 r. odsłonięto pomnik Hartmanna przy Potsdamer Straße i Potsdamer Brücke w dzielnicy Berlin-Tiergarten.  